# 久万高原町
久万高原町（くまこうげんちょう）は、愛媛県の中央部に位置する町。面積は愛媛県内の市町村では最大である。

## 地理

### 位置
松山市から三坂峠を越えた南の地域。仁淀川上流域にあたり、北を三坂峠をはさんで松山市と皿ケ峰連峰を隔てて東温市、石鎚連山を境として西条市に接している。西は砥部町、内子町、西予市といずれも山々で接している。南および東は高知県である。高知県と接しているため、町内でも柳谷、美川などの地域では佐川町や梼原町
などとの行き来もある。

### 隣接している自治体
- 愛媛県: 松山市、西予市、東温市、西条市、伊予郡砥部町、喜多郡内子町
- 高知県: 吾川郡いの町、吾川郡仁淀川町、高岡郡津野町、高岡郡檮原町

### 字
- 相の木
- 相の峰
- 有枝
- 入野
- 大川
- 大成
- 笠方
- 上黒岩
- 上野尻
- 上畑野川
- 久万
- 黒藤川
- 河の子
- 沢渡
- 仕出
- 渋草
- 下野尻
- 下畑野川
- 菅生
- 父野川
- 露峰
- 直瀬
- 中黒岩
- 中組
- 中津
- 七鳥
- 西谷
- 西明神
- ニ名
- 東川
- 東明神
- 日野浦
- 本組
- 前組
- 柳井川
- 若山

### 地形
仁淀川上流域であり、森林が大半を締める渓谷に沿って集落が点在している。久万地域には比較的なだらかな高原地域が広がり、当地域の中心地となっている。町内の約9割は林野（林野面積 52,461ha）となっている。
- 山: 石鎚山、皿ヶ嶺
- 河川: 面河川（仁淀川）

### 気象
標高1000mを超える四国山地に囲まれた町で、四国では比較的冷涼な気候であり、「四国の軽井沢」と呼ばれることもある。こうした気候を生かして、高原野菜（トマトなど）の栽培、観光農園（リンゴなど）やスポーツ合宿（ラグビーなど）などの地域活性化の取組みが行われている。瀬戸内海式気候の愛媛県内では降水量が多い地域である。冬季には日本海からの雪雲が山岳地帯にぶつかることで積雪が多くなり、スキー場も設置されているほどで四国の中の雪国である。
| 久万（久万高原町入野、標高511m）の気候 | 久万（久万高原町入野、標高511m）の気候 | 久万（久万高原町入野、標高511m）の気候 | 久万（久万高原町入野、標高511m）の気候 | 久万（久万高原町入野、標高511m）の気候 | 久万（久万高原町入野、標高511m）の気候 | 久万（久万高原町入野、標高511m）の気候 | 久万（久万高原町入野、標高511m）の気候 | 久万（久万高原町入野、標高511m）の気候 | 久万（久万高原町入野、標高511m）の気候 | 久万（久万高原町入野、標高511m）の気候 | 久万（久万高原町入野、標高511m）の気候 | 久万（久万高原町入野、標高511m）の気候 | 久万（久万高原町入野、標高511m）の気候 |
| 月                                     | 1月                                    | 2月                                    | 3月                                    | 4月                                    | 5月                                    | 6月                                    | 7月                                    | 8月                                    | 9月                                    | 10月                                   | 11月                                   | 12月                                   | 年                                     |
| -------------------------------------- | -------------------------------------- | -------------------------------------- | -------------------------------------- | -------------------------------------- | -------------------------------------- | -------------------------------------- | -------------------------------------- | -------------------------------------- | -------------------------------------- | -------------------------------------- | -------------------------------------- | -------------------------------------- | -------------------------------------- |
| 最高気温記録 °C （°F）                 | 17.6 (63.7)                            | 22.0 (71.6)                            | 23.8 (74.8)                            | 29.1 (84.4)                            | 31.3 (88.3)                            | 33.5 (92.3)                            | 35.9 (96.6)                            | 36.5 (97.7)                            | 34.6 (94.3)                            | 30.5 (86.9)                            | 26.0 (78.8)                            | 21.6 (70.9)                            | 36.5 (97.7)                            |
| 平均最高気温 °C （°F）                 | 6.4 (43.5)                             | 8.1 (46.6)                             | 12.3 (54.1)                            | 18.2 (64.8)                            | 22.9 (73.2)                            | 25.5 (77.9)                            | 29.5 (85.1)                            | 30.5 (86.9)                            | 26.5 (79.7)                            | 21.0 (69.8)                            | 15.1 (59.2)                            | 9.0 (48.2)                             | 18.7 (65.7)                            |
| 日平均気温 °C （°F）                   | 1.6 (34.9)                             | 2.5 (36.5)                             | 6.1 (43)                               | 11.4 (52.5)                            | 16.3 (61.3)                            | 20.1 (68.2)                            | 24.0 (75.2)                            | 24.5 (76.1)                            | 20.7 (69.3)                            | 14.6 (58.3)                            | 8.8 (47.8)                             | 3.6 (38.5)                             | 12.8 (55)                              |
| 平均最低気温 °C （°F）                 | −2.5 (27.5)                            | −2.2 (28)                              | 0.6 (33.1)                             | 5.2 (41.4)                             | 10.4 (50.7)                            | 15.7 (60.3)                            | 19.9 (67.8)                            | 20.3 (68.5)                            | 16.4 (61.5)                            | 9.8 (49.6)                             | 4.0 (39.2)                             | −0.7 (30.7)                            | 8.1 (46.6)                             |
| 最低気温記録 °C （°F）                 | −11.3 (11.7)                           | −13.6 (7.5)                            | −12.2 (10)                             | −4.7 (23.5)                            | −0.6 (30.9)                            | 5.3 (41.5)                             | 10.5 (50.9)                            | 12.1 (53.8)                            | 4.2 (39.6)                             | −1.2 (29.8)                            | −4.2 (24.4)                            | −12.4 (9.7)                            | −13.6 (7.5)                            |
| 降水量 mm （inch）                     | 89.0 (3.504)                           | 98.5 (3.878)                           | 135.5 (5.335)                          | 131.0 (5.157)                          | 164.5 (6.476)                          | 290.0 (11.417)                         | 286.9 (11.295)                         | 224.3 (8.831)                          | 246.8 (9.717)                          | 134.6 (5.299)                          | 97.8 (3.85)                            | 105.0 (4.134)                          | 2,006.5 (78.996)                       |
| 平均降水日数 （≥1.0 mm）               | 12.1                                   | 11.3                                   | 13.3                                   | 10.9                                   | 10.0                                   | 14.0                                   | 12.2                                   | 10.8                                   | 11.1                                   | 9.1                                    | 9.5                                    | 12.3                                   | 135.9                                  |
| 平均月間日照時間                       | 98.8                                   | 114.3                                  | 152.4                                  | 181.2                                  | 192.3                                  | 126.8                                  | 156.3                                  | 177.1                                  | 137.2                                  | 149.1                                  | 123.9                                  | 101.6                                  | 1,719.4                                |
| 出典：気象庁                           |                                        |                                        |                                        |                                        |                                        |                                        |                                        |                                        |                                        |                                        |                                        |                                        |                                        |

### 町名の由来
久万高原町の地域、仁淀川上流域一帯の総称として室町時代から「久万」が使われていた。また、「久万山」（くまやま）とか「久万郷」（くまごう）とも呼ばれてきた。
「くま」とは、元々が山の奥、山と山にはさまれた土地をさす言葉とされる。
2004年の4町村の平成の合併に際して、「久万」に「高原」を付して「久万高原町」となった。
なお、「久万高原」という名称は旧・久万町が観光レクリエーションのPRに用いてきた名称でもある（この経緯については後述の「平成の市町村合併の経緯」の項目参照）。

## 歴史
※これ以前の歴史は、旧町村の記事を参照。
- 2004年（平成16年）8月1日 - 上浮穴郡久万町、面河村、美川村、柳谷村の1町3村が合併して誕生。

### 年表
- 2012年3月 - 三坂道路が全線開通。
- 2014年4月 - 道の駅天空の郷さんさんが開駅。

## 行政

### 町長
- 職務代行者 : 木下久敬（旧美川村長）
- 初代 : 玉水寿清（旧久万町長）（2004年9月12日 - 2008年9月11日）
- 二・三代目 : 高野宗城（たかのむねき、スキー場等経営） (2008年9月12日 - 2016年8月28日)

玉水町長は出馬せず、前教育長および町出身で元茅ヶ崎市議会議員との3名での選挙戦を制して初当選。
- 四・五・六代目 :河野忠康(元愛媛県議会議員)（2016年8月28日 - ）

現職との一騎打ちを1673票差で制して当選。2024年8月20日告示の町長選は無投票で3選。

### 議会
- 定数：13（2017年4月選出から）

平成の町村合併による発足時、在任特例を適用、48。これには町民の反発が強かった。
2005年　議会を自主解散、定数を18に削減。
2009年　14に削減。
2017年　13に削減。
2024年3月議会にて次回選挙から定数を11とする旨の条例改正案を全会一致で可決。なお、この時点での議員の任期は2025年4月23日。
- 選挙区

合併による発足以来、旧町村を区域とする選挙区 が設けられていた。2009年現在の各選挙区の定数は久万:9、面河:1、美川:3、柳谷:1。2017年の選挙から廃して全町1区制となった。

### 庁舎
- 本庁（旧久万町庁舎）
- 支所
  - 面河支所（旧面河村庁舎）
  - 美川支所（旧美川村庁舎）
  - 柳谷支所（旧柳谷村庁舎）

### 平成の市町村合併の経緯
上浮穴郡5町村は共同事務処理の実績もあり、行政同士の地域としてのまとまりはあった。
郡の南西に位置する小田町は、河川流域が小田川（肱川の支流の1つ）で他の4町村と異なること、久万町との境の国道380号の真弓峠付近の整備が進んでおらず、行き来の障害となっていること、などから結局は内子町・五十崎町との合併を選択した。そのため、合併は4町村で進められることとなった。
庁舎位置問題は、人口が他町村を引き離して最も多く、上浮穴郡の中心であり、警察署、県土木事務所、県立高等学校などのある久万町の庁舎を使うことですんなりと決着が付いた。
町名では若干の議論があった。当初は「高原町（こうげんちょう）」とすることにしていたが、旧・久万町を中心に町名再考を求める動きがあり他の3村も同意、再協議の結果、「久万」を付けて「久万高原町」とした。久万高原という名称は、旧・久万町が観光PRにかねてから称しており、イメージや通りもよいということから採用された。

### 町の行政機関
- 久万高原町消防本部
  - 久万高原町消防署
- 国民健康保険久万高原町立病院
- 久万保健センター
- 美川保健センター
- 柳谷保健センター
- 面河少年自然の家

### 県の行政機関
- 愛媛県中予地方局 久万高原森林林業課、久万高原農業指導班、産業振興課産地育成室（久万高原駐在）、農村整備第1課（久万高原駐在）
- 愛媛県久万高原土木事務所
- 愛媛県公営企業管理局 松山発電工水管理事務所、面河ダム出張所
- 愛媛県久万高原警察署

### 国の行政機関
- 四国森林管理局 愛媛森林管理署上浮穴森林事務所、面河森林事務所

## 経済
農林業を主たる産業としており、経済力は大きくない。

### 産業
- 林業

森林地帯であり、林業が盛んであったが、外材の流入、木材価格の低迷などにより、芳しくない。間伐等の作業を受託する第三セクター「いぶき」を他の地域に先駆けて設立、活用している。
- 農業

高原の気候と、松山への近さを生かした野菜等の農業が行われている。トマト、とうもろこし、ピーマンなどのほか、果樹としてリンゴ等も栽培されている。一部は、松山市等の在住者向けの市民農園や観光農園となっている。なお、久万高原町をエリアとする農業協同組合は広域合併した松山市農業協同組合である。
- 観光

面河渓、石鎚山、御三戸、四国カルスト、皿ヶ嶺など春の新緑、夏の涼や秋の紅葉を求めての山岳観光は従来から有名である。その他、観光農園や、久万地域には町営ラグビー場があり、ラグビーや陸上競技の合宿が行われることが多く、民宿も10軒余りある。

### 主な企業
- いぶき

### 工場･事業所を置く主な企業
- ベネフィット・ワン　久万高原ベース

## 地域

### 人口
| |                                            |  |
| 久万高原町と全国の年齢別人口分布（2005年） | 久万高原町の年齢・男女別人口分布（2005年） |  |
| ■紫色 ― 久万高原町 ■緑色 ― 日本全国 | ■青色 ― 男性 ■赤色 ― 女性                  |  |
| 久万高原町（に相当する地域）の人口の推移 \| 1970年（昭和45年） \| 21,432人 \| \| \| 1975年（昭和50年） \| 18,014人 \| \| \| 1980年（昭和55年） \| 16,225人 \| \| \| 1985年（昭和60年） \| 14,760人 \| \| \| 1990年（平成2年） \| 13,313人 \| \| \| 1995年（平成7年） \| 12,781人 \| \| \| 2000年（平成12年） \| 11,887人 \| \| \| 2005年（平成17年） \| 10,946人 \| \| \| 2010年（平成22年） \| 9,644人 \| \| \| 2015年（平成27年） \| 8,447人 \| \| \| 2020年（令和2年） \| 7,404人 \| \| |                                            |  |
| 総務省統計局 国勢調査より |                                            |  |
| 1970年（昭和45年） | 21,432人                                   |  |
| 1975年（昭和50年） | 18,014人                                   |  |
| 1980年（昭和55年） | 16,225人                                   |  |
| 1985年（昭和60年） | 14,760人                                   |  |
| 1990年（平成2年） | 13,313人                                   |  |
| 1995年（平成7年） | 12,781人                                   |  |
| 2000年（平成12年） | 11,887人                                   |  |
| 2005年（平成17年） | 10,946人                                   |  |
| 2010年（平成22年） | 9,644人                                    |  |
| 2015年（平成27年） | 8,447人                                    |  |
| 2020年（令和2年） | 7,404人                                    |  |

## 教育
町では、移住促進のため、「学校を統廃合せず休校をしてでも残す」方針としていたが、教育長は2024年6月議会にて（予想を超える人口減少で）「学校や幼稚園を守れなくなっている」と答弁した。

### 高等学校
- 愛媛県立上浮穴高等学校

### 中学校
愛媛県中学校の廃校一覧#上浮穴郡」も参照
- 久万高原町立久万中学校
- 久万高原町立美川中学校

### 小学校
愛媛県小学校の廃校一覧#上浮穴郡」も参照
- 久万高原町立畑野川小学校
- 久万高原町立父二峰小学校
- 久万高原町立仕七川小学校
- 久万高原町立明神小学校
- 久万高原町立久万小学校
- 久万高原町立直瀬小学校
- 久万高原町立面河小学校
- 久万高原町立美川小学校
- 久万高原町立柳谷小学校

## 社会教育

### 公民館
久万地区公民館
- 明神分館、落合分館、上直瀬分館、下直瀬分館、二名分館、露峰分館、父野川分館、久万分館、野尻分館、上畑野川分館、下畑野川分館

面河地区公民館
- 前組分館、相の峰分館、笠方分館、渋草分館、城山分館、中組分館、若山分館

美川地区公民館
- 仕七川分館、東川分館、黒藤川分館、二箆分館、美川西分館、美川南分館

柳谷地区公民館
- 中津分館、西谷分館、柳井川分館

### 博物館
- 面河山岳博物館

### 図書館
- 久万高原町立図書館

### 体育施設
- 久万運動公園（久万B&G海洋センター）
- 柳谷サンサンドーム

### その他
- 久万高原天体観測館
- 久万高原町立久万美術館

## 交通

### 鉄道
鉄道は通っていない。同町の最寄り駅は伊予鉄道横河原線のいよ立花駅。同駅より後述の路線バスに乗車する。

### バス

ごうかく駅
国道440号沿いにある久万高原町営バスの駅。

- ジェイアール四国バス

松山駅〜久万高原駅間の普通便が運行されている。
（平成29年12月に久万高原～落出区間が廃線、代わりとして町営バス「久万落出線」が運行開始）
かつては、松山高知急行線として、松山駅〜高知駅間で、急行バス「なんごく号」が運行されていたが、高知自動車道の開通などにより、松山〜高知間の特急バス路線は所要時間と快適性に勝る高速道路経由となり、松山〜高知間の国道33号を走る急行便はなくなった。
さらにさかのぼると、戦後しばらくまでは国鉄バスが西谷まで運行されており、1953年（昭和28年）の「時間表」折込の路線図に路線と「古味」（こみ）という末端停留所名が見える。
- 伊予鉄南予バス

久万営業所から町内の面河（おもご）、御三戸（みみど）方面への路線もあるが、平日に数便、土日祝日に2便と便数は多くない。主に通学に利用されている。
- 久万高原町営バス（柳谷村代替バス）
  - 古味線
  - 岩川線

古味線の途中にある「ごうかく」停留所は、名前にあやかった受験合格祈願グッズ等が販売されている。詳しくはごうかく駅を参照。

### 道路

#### 一般国道
- 国道33号
国道33号が久万高原町を縦貫し、骨格をなす幹線道路である。ただし、降水量の多い四国山地を横断する道路であるため、降雨時の通行規制区間も三坂峠と県境付近にあり、不便を強いられている。その解消のため三坂道路が2012年3月17日に全線開通した。
- 国道380号
- 国道440号
- 国道494号

#### 都道府県道
主要地方道
- 愛媛県道12号西条久万線
- 愛媛県道36号野村柳谷線
- 愛媛県道42号久万中山線
- 愛媛県道52号小田柳谷線

一般県道
- 愛媛県道153号落合久万線
- 愛媛県道209号美川松山線
- 愛媛県道210号美川川内線
- 愛媛県道211号美川小田線
- 愛媛県道212号東川上黒岩線
- 愛媛県道220号上尾峠久万線
- 愛媛県道303号猪伏西谷線
- 愛媛県道328号柳谷美川線
- 愛媛県道341号直瀬渋草線
- 愛媛県道383号四国カルスト公園縦断線

#### 道の駅
- みかわ（国道33号）
- 天空の郷さんさん（国道33号）

#### 日本風景街道
- えひめ やまなみ燦々 風景街道

## 名所・旧跡・観光スポット・祭事・催事

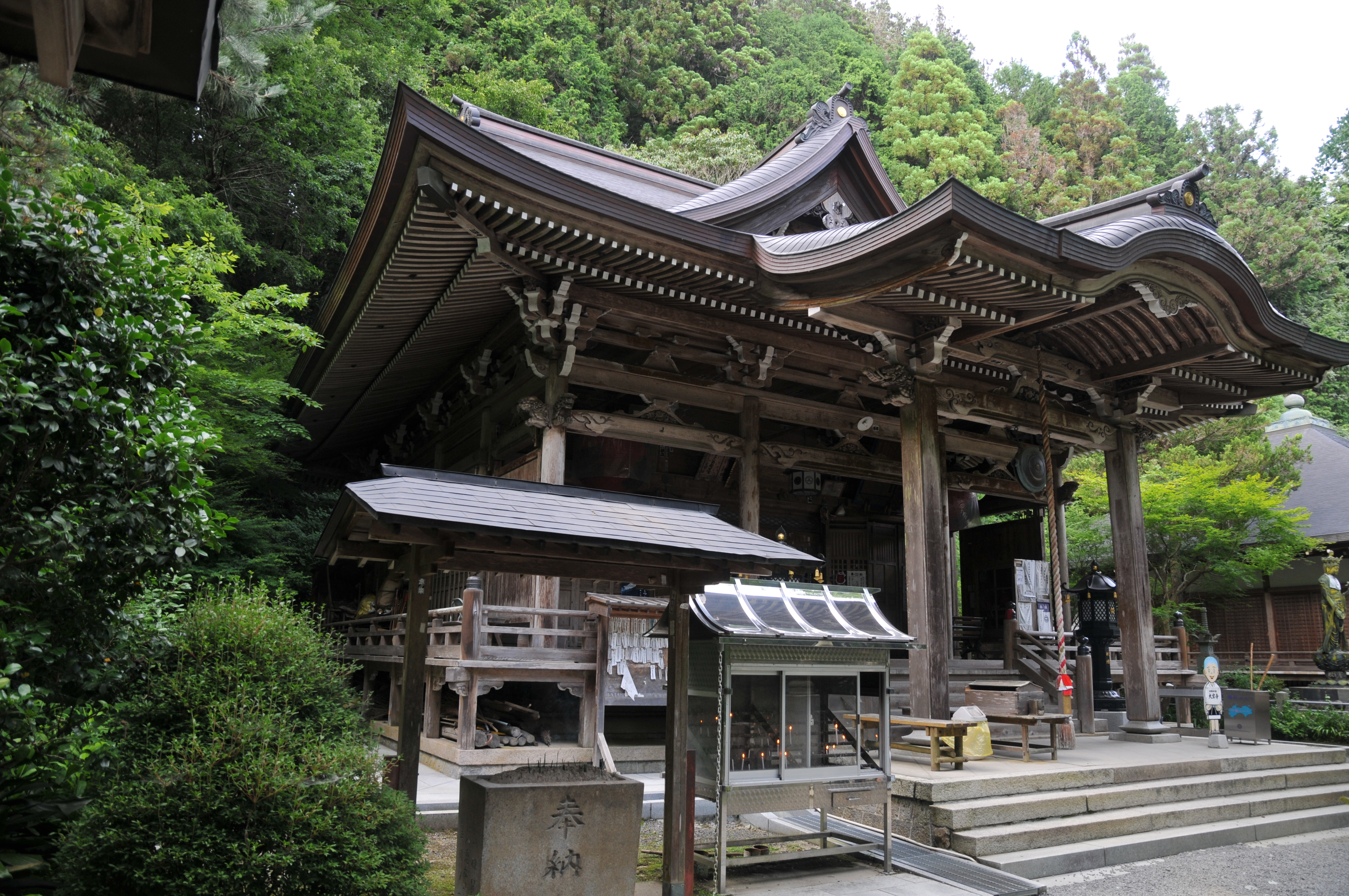
大寶寺

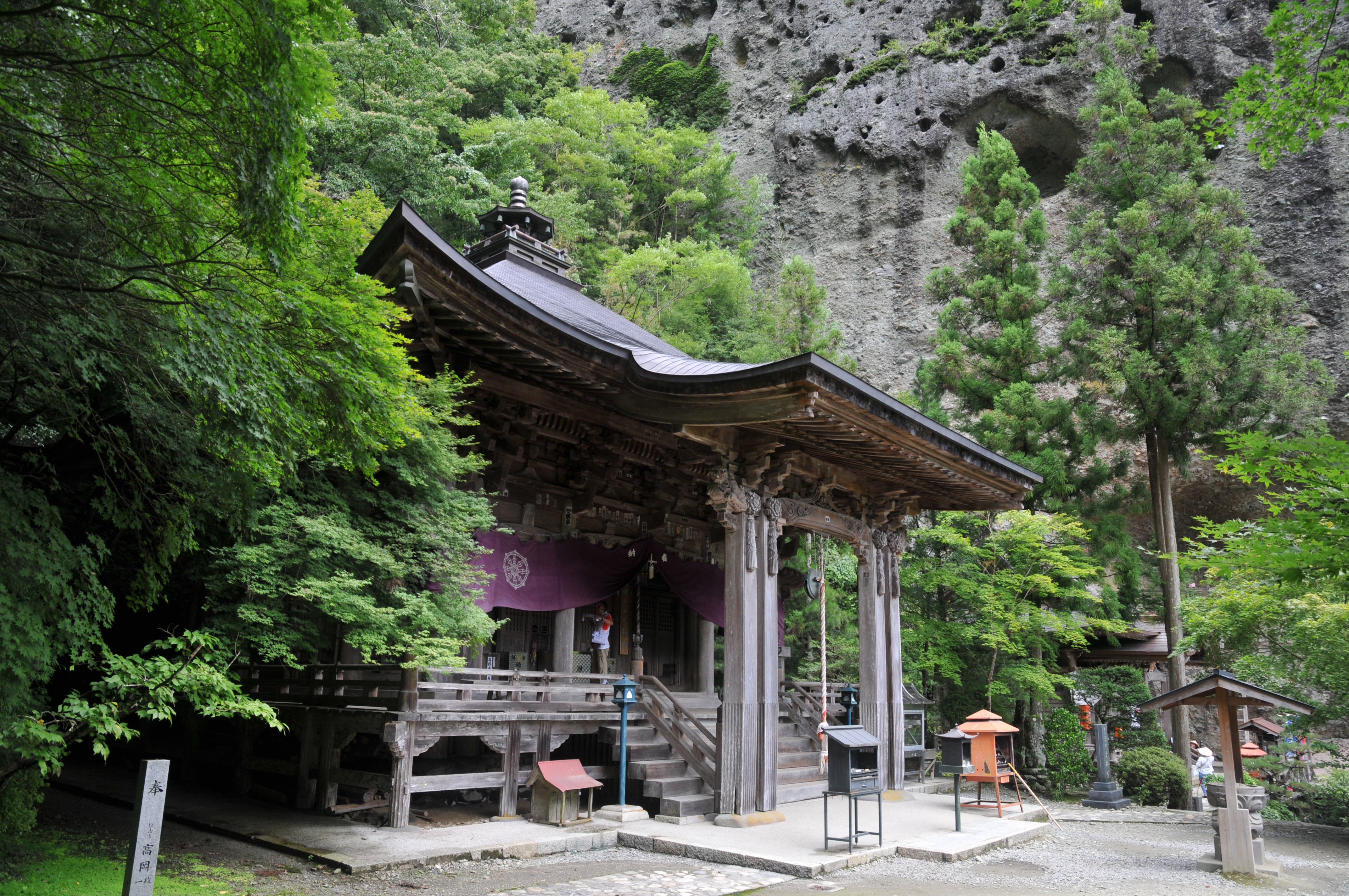
岩屋寺

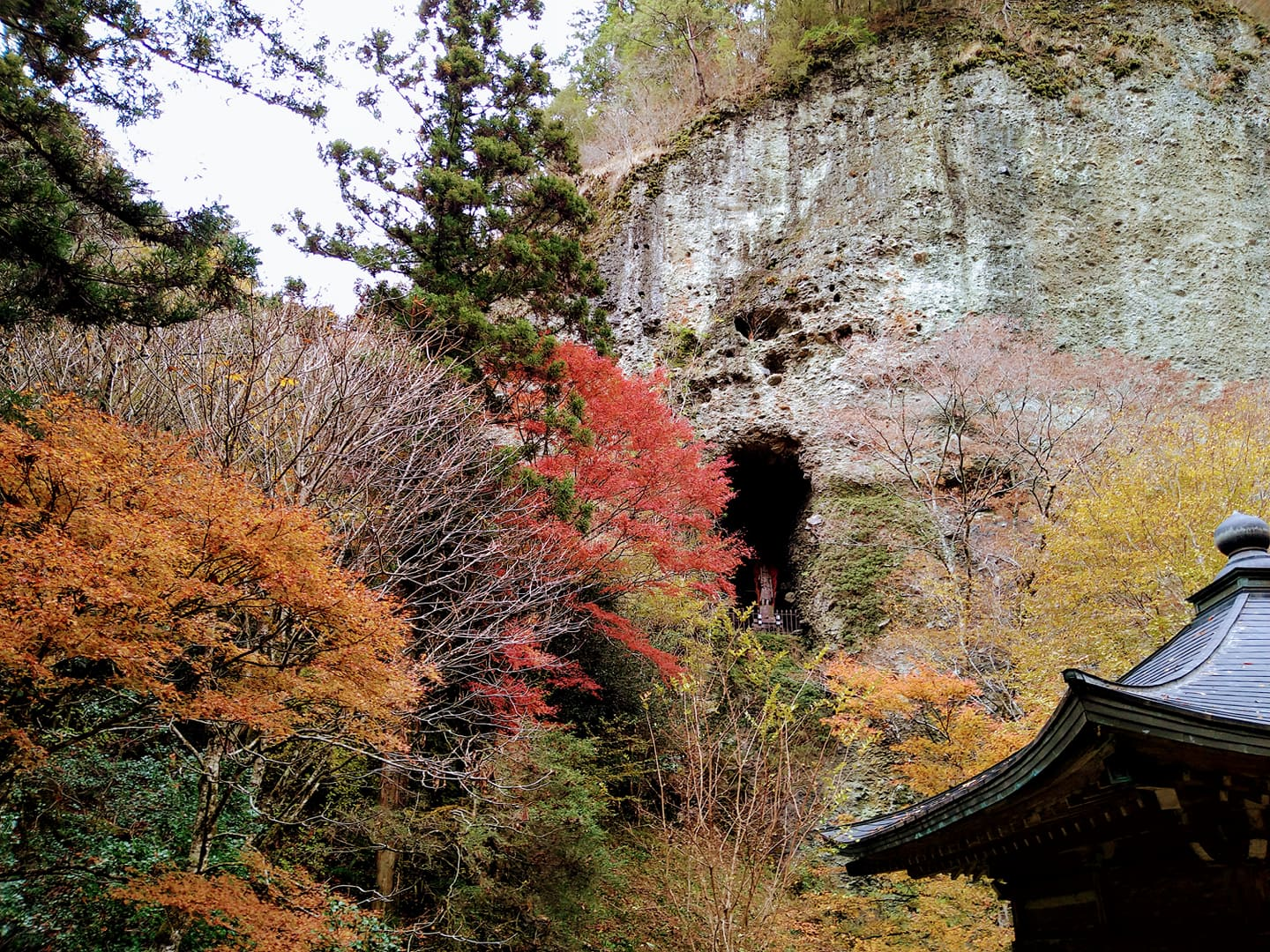
古岩屋の不動明王

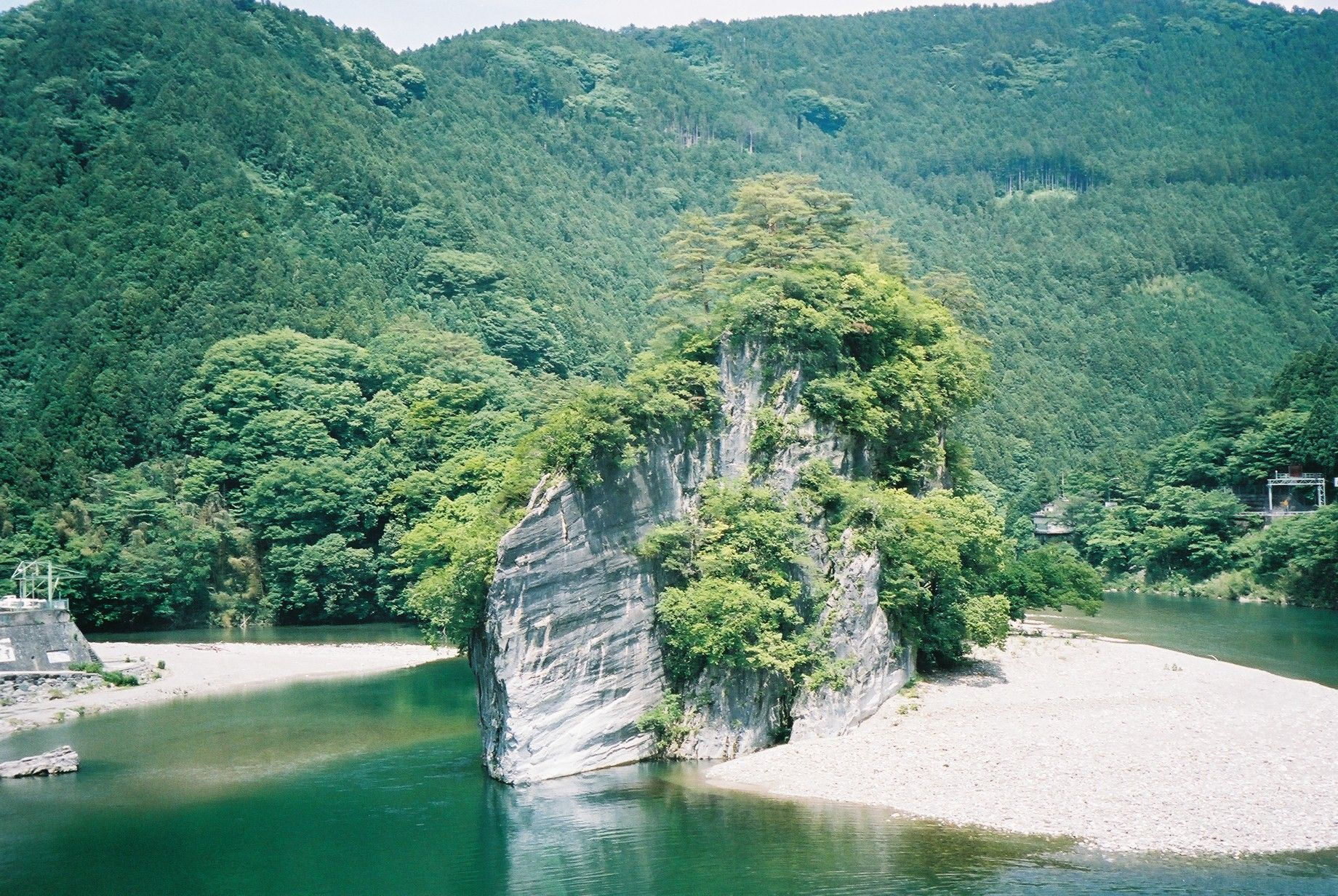
御三戸嶽

久万高原は、 旧久万町において使用されている観光案内上の地名であり、「四国の軽井沢」とも自称していた。結局、その通り・響きの良さもあいまって、平成の市町村合併後の新町名ともなった。

### 名所
四国八十八箇所
- 44番札所 菅生山大寶寺
- 45番札所 海岸山岩屋寺

神社
- 渋草八幡神社
- 赤蔵大神宮（黒藤川）

山岳・渓谷
- 石鎚山
- 面河渓
- 御来光の滝（日本の滝百選）
- 四国カルスト 県立自然公園 - 古岩屋、五段高原、大川嶺
- 皿ヶ嶺 県立自然公園 - 竜神平
- 八釜の甌穴群（特別天然記念物）
- 御三戸嶽（軍艦岩）- 岩の形が軍艦のように見えることから名付けられた。
- 仰西渠（こうさいきょ）

スポーツ施設
- スキー場 美川スキー場、久万スキーランド
- ゴルフ場 高原ゴルフ倶楽部、久万カントリークラブ

その他
- 道の駅みかわ
- 久万高原町立久万美術館
- 久万高原ふるさと家族旅行村 ドラマ「東京ラブストーリー」の柱の展示、天体観測館、ケビン
- 久万農業公園アグリピア
- 国民宿舎古岩屋荘 同面河 同石鎚
- 面河少年自然の家
- 面河山岳博物館
- 鶴姫荘、コテージ
- 観光農園（各地）
- 上黒岩岩陰遺跡
- 旧山中家住宅
- 笹倉湿原

### 祭り・イベント
- 御用木祭り
- 全日本ラリー選手権 久万高原ラリー
- 石鎚山ヒルクライム
- 久万高原町長杯ラグビーフットボール大会
- 久万高原マラソン大会
- くままちひなまつり

### 名産
- 農産物 - りんご、トマト、レタス、まいたけ、しいたけ、美川茶など
- 農産加工品 - はったい粉、美川そうめん、手延べうどん、やまごぼうみそ漬、ヨモギ粉、わさび酢漬、さしみコンニャク、山菜五色煮、とうふの梅漬
- 林産物 - 久万銘木
- 工芸品 - 伊予すだれ、木工品
- 魚・同加工品 - あまごの甘露煮、鮎、アメノウオ
- その他 - 「合格」きっぷ、「合格」破魔矢

## 著名な出身者
- 熊代聖人 - プロ野球選手（埼玉西武ライオンズ）
- 河野忠康 - 久万高原町長、元愛媛県議会議員
- 藤岡弘、 - 俳優、タレント、武道家、声優、歌手、探検家、実業家
- 正岡道一 - セシール創業者
- 桝井省志 - 映画プロデューサー、東京藝術大学大学院映像研究科映画専攻教授
- 丸山一仁 - 元プロ野球選手（千葉ロッテマリーンズ）、元千葉ロッテマリーンズ球団職員。
- もりすけ - お笑い芸人（吉本新喜劇所属）